# براندون بارنز (لاعب كرة قاعدة)
براندون بارنز (بالإنجليزية: Brandon Barnes)‏ هو لاعب كرة قاعدة أمريكي، ولد في 15 مايو 1986 في أورانج في الولايات المتحدة.

## وصلات خارجية
- براندون بارنز على موقع دوري كرة القاعدة الرئيسي (الإنجليزية)
- براندون بارنز على موقع دوري كوريا الجنوبية لكرة القاعدة (الإنجليزية)
- براندون بارنز على موقع دوري أستراليا لكرة القاعدة (الإنجليزية)
- براندون بارنز على موقعبيزبول رفرنس.كوم (الدوري الرئيسي) (الإنجليزية)
- براندون بارنز على موقعبيزبول رفرنس.كوم (الدوري الثانوي) (الإنجليزية)
- براندون بارنز على موقع إي إس بي إن.كوم (أم.أل.بي) (الإنجليزية)
- براندون بارنز على موقع مشجعي الرسوم البيانية (الإنجليزية)